# Horsley (Derbyshire)
Horsley – wieś w Anglii, w hrabstwie Derbyshire, w dystrykcie Amber Valley. Leży 9 km na północ od miasta Derby i 188 km na północny zachód od Londynu.